# Калашникова, Татьяна Михайловна
Татья́на Миха́йловна Кала́шникова (урождённая Матвеева; 23 августа 1919, Алма-Ата — 1 мая 2002, Москва, Российская Федерация) — советский и российский географ, экономико-географ, педагог. Специалист в области экономического районирования СССР. Доктор географических наук, профессор кафедры экономической и социальной географии России Московского государственного университета имени М. В. Ломоносова. Ученица Н. Н. Колосовского. Участница Второй мировой войны.

## Биография
Татьяна Матвеева родилась 28 августа 1919 года в Алма-Ате.
В 1943 году окончила кафедру экономической географии СССР географического факультета Московского государственного университета имени М. В. Ломоносова.
Была последовательным продолжателем идей советской районной школы своего учителя Николая Колосовского, развивала теорию экономического районирования и комплексной организации хозяйства.
В августе — октябре 1941 года, будучи инструктором Краснопресненского райкома ВЛКСМ, Татьяна Матвеева в качестве бригадира выезжала на строительство оборонительных рубежей в Рузском и Верейском районах Московской области. В октябре 1941 — апреле 1942 выполняла спецзадание ЦК ВКП(б). В апреле 1942 года добровольно вступила в ряды Красной армии.
Участница Второй мировой войны: в апреле — декабре 1942 — начальник библиотеки Дома Красной Армии Волховского фронта, в декабре 1942 — феврале 1944 — агитатор Политуправления Волховского фронта. В феврале — августе 1944 — инструктор по агитации Петрозаводского гарнизона Карельского фронта.
В годы войны вышла замуж за начальника Политуправления Волховского фронта генерал-лейтенанта Константина Фёдоровича Калашникова.
Участница советско-японской войны в составе Политуправления 1-го Дальневосточного фронта. После войны уволилась в запас в звании старшего лейтенанта.
Бо́льшую часть жизни преподавала на кафедре экономической географии СССР (позже — экономической и социальной географии СССР, позже — экономической и социальной географии России) географического факультета МГУ, где читала курс лекций по экономико-географическому районированию. Доктор географических наук, профессор. Последние годы жизни была профессором-консультантом.
Опубликовала свыше 180 научных работ, в том числе несколько монографий и учебных пособий.
Под руководством Т. М. Калашниковой защитили кандидатские диссертации 20 аспирантов. Самый известный ученик Т. М. Калашниковой Дмитрий Замятин практически полностью отошёл от экономической географии и теории экономического районирования, создав собственное научное направление — гуманитарную географию. Другой известный ученик Калашниковой, Алексей Лавров, перешёл в область бюджетного и налогового управления; с 2011 года — заместитель министра финансов Российской Федерации.
Была членом КПСС, оставалась убеждённым коммунистом до конца жизни.
Похоронена на Ваганьковском кладбище в Москве.

## Награды
- орден Отечественной войны II степени (06.11.1985)[4]
- орден Красной Звезды (22.02.1943)
- медали